# Миррен, Хелен
Дама Хе́лен Ми́ррен (англ. Helen Mirren, при рождении Елена Лидия Миронова (англ. Ilyena Lydia Mironoff); род. 26 июля 1945) — английская актриса, лауреат премий «Оскар», BAFTA, «Тони», «Оливье», SAG и «Золотой глобус» за воплощение образа Королевы Елизаветы II. Известна исполнением роли Цезонии в фильме «Калигула» и ролей венценосных особ (английские королевы Шарлотта, 1994; Елизавета I, 2005; Елизавета II, 2006; российская императрица Екатерина II, 2019).

## Биография

### Детство
Елена Васильевна Миронова родилась 26 июля 1945 года в пригороде Лондона Хаммерсмит. Отец — Василий Петрович Миронов (1913—1980) — Русский. Дед — Пётр Васильевич Миронов, был военным инженером и служил в Российском правительственном комитете в Лондоне, где занимался закупками оружия и военного оборудования для русской армии. В 1916 году полковник Миронов по делам службы был направлен в Лондон, вместе с ним приехали его сын и дочь. Будучи убежденным российским монархистом, Пётр Васильевич не смог смириться с революцией большевиков и остался в Великобритании (по другим данным — бежал в Великобританию). Прабабушка с отцовской стороны — Лидия Андреевна Каменская — была правнучкой фельдмаршала графа Михаила Федотовича Каменского. Мироновы сильно нуждались, Пётр Васильевич работал водителем такси. Его сын Василий был вынужден оставить учёбу в школе и занятия музыкой (он играл на скрипке) и также зарабатывать на жизнь таксистом. Во время войны работал водителем скорой помощи в Ист-Энде, здесь он и познакомился со своей будущей женой. По своим убеждениям Василий Миронов был демократом, атеистом, антифашистом. В конце жизни он получил небольшую должность в Министерстве транспорта.
Мать Миррен — англичанка из рабочей среды Кэтлин Роджерс (англ. Kathleen Alexandrina Eva Matilda Rogers, 1909—1996), тринадцатый и предпоследний ребёнок в многодетной семье. Дед Миррен по матери служил мясником при дворе королевы Виктории.
После смерти Петра Миронова в 1950-е Василий, который стремился к ассимиляции в Великобритании, сменил своё имя на Бэзил Миррен (англ. Basil Mirren), а дочери — на Хелен Миррен. У Бэзила и Кэтлин кроме Хелен были ещё сын и дочь. С окончанием войны семья переехала в Ли-он-Си. Миррены жили бедно, однако дружно. В доме не было телевизора, музыку по радио Кэтлин разрешала слушать только классическую, каждый день за обеденным столом обсуждались серьёзные вопросы — «… мой отец обнаруживал свою русскую душу, поскольку русские ничего не любят больше, чем глубокие философские дискуссии», — напишет Миррен позднее в своих воспоминаниях.

### Годы учёбы. Начало актёрской карьеры
Хелен получала начальное и среднее образование в государственных школах. В годы учёбы принимала участие в школьных драматических постановках. В средней школе она заинтересовалась современной музыкой и иностранным кино — любовь к нему зародилась после просмотра «Приключения» Микеланджело Антониони. Неизгладимое впечатление на тринадцатилетнюю Миррен произвела постановка «Гамлета» в местном любительском театре. Позднее она вспоминала, как именно тогда поняла «что мир — это куда более захватывающее место, чем то однообразие, которое меня окружало». Она стала читать шекспировские пьесы, интересуясь, по собственному признанию, более характерами героев, чем их поэтикой. Позднее она играла в школьных постановках пьес Шекспира: «Буре» (Калибан), «Гамлете» (Офелия). Одна из учительниц посоветовала Хелен попробовать себя в Национальном молодёжном театре, куда принимали всех желающих, независимо от возраста и образования. 
По окончании школы девушка поступила в Новый колледж Речи и Драмы в Лондоне, который готовил учителей. Хелен была очень разочарована, когда узнала, что в колледже не готовят актёров. Так как у родителей не было денег, она, как и её старшая сестра, училась за счёт государственного гранта. В 1963 году, вопреки воле родителей, поступила в Национальный молодёжный театр. Он остался её единственной школой актёрского мастерства. Поначалу Миррен выходила в массовых сценах. Первой настоящей ролью в NYT стала Елена в «Сне в летнюю ночь». В 1965 году Миррен получила роль Клеопатры в пьесе Шекспира «Антоний и Клеопатра» и это был её первый успех. По словам актрисы, ей пришлось бороться со своей застенчивостью: «Я находилась в пространстве, полном тестостерона, среди хаоса мужских гормонов, а слово „сексизм“ тогда ещё не было изобретено». Несмотря на то, что спектакль NYT шёл на сцене Олд Вик всего лишь неделю, его заметили. Миррен получила хорошую прессу, однако критики отмечали, что трактовка образа египетской царицы «это скорее Шоу, нежели Шекспир». После «Антония и Клеопатры» известный актёрский агент Ал Паркер предложил Миррен контракт, однако она не могла оставить Колледж Речи и Драмы и завершила курс там, так как иначе пришлось бы возвращать грант. Паркер и его жена очень помогли Миррен в начале её карьеры. По завершении обучения она получила ангажемент в Университетском театре Манчестера. Здесь за полгода она сыграла в четырёх постановках Брэма Мюррея. Роли были небольшие, но Миррен получила уже профессиональный актёрский опыт. Из Университетского театра она перешла в Королевскую шекспировскую компанию, на то время это был лучший профессиональный театр. Родители Хелен смирились с её выбором лишь тогда, когда её профессия начала приносить стабильный доход.

### Вторая половина 1960-х — 1970-е гг.
Дебютной ролью Миррен в Стратфорде стала Кастица в «Трагедии мстителя» Томаса Мидлтона. Молодая актриса играла с признанными корифеями — Иэном Ричардсоном (он стал её наставником) и Аланом Хауардом. Роль служанки Кастицы стала первой в ряду женских образов якобианской драмы, воплощённых Миррен, именно в пьесах этого периода она добилась наибольшего успеха как театральная актриса. Затем Миррен исполнила роли Дианы в «Всё хорошо, что хорошо кончается», Джулии в «Двух веронцах», Розалинде в «Как вам это понравится» и Крессиды в «Троиле и Крессиде» — Крессида стала её первой главной ролью в Королевской шекспировской компании.

### Работа в кино
Дебютом Миррен в кино стала эпизодическая и незначительная роль в авангардном «Герострате» Дона Леви (1967). Однако ей повезло: через своего агента Алана Паркера она познакомилась с Джеймсом Мэйсоном и получила большую роль в «Возрасте согласия», в этом проекте Мэйсон сыграл главного героя, а также был продюсером. В ранних фильмах делался упор на молодость и сексуальность актрисы. Несмотря на то, что в конце 1960-х — 1970-х годах в британском кинематографе наблюдался спад после эпохи расцвета, Миррен в это время успела сняться у трёх культовых режиссёров.
Кинокарьера Хелен Миррен ознаменовалась ведущими ролями в фильмах «Калигула» (1979, реж. Тинто Брасс), «Повар, вор, его жена и её любовник» (1989, реж. Питер Гринуэй). Главная роль в драме «Дневник террориста» (1984) принесла ей приз Каннского фестиваля за лучшую женскую роль. Поскольку Хелен чаще других актрис классической английской школы появлялась на экране обнаженной, кинокритики именовали её «секс-символом для интеллектуалов». В экранизации научно-фантастического романа Артура Кларка «Космическая одиссея 2010» (1984) Миррен играет командира советского космического корабля «Леонов».
С 1972 года Хелен работает с режиссёром Питером Бруком: в течение года они разъезжают по странам третьего мира, выступая перед туземцами и сборщиками фруктов.
На британском телевидении Хелен Миррен в течение ряда лет играла инспектора полиции Джейн Теннисон в сериале «Главный подозреваемый» (три премии BAFTA, 1992-94). В 2005 году снялась в роли королевы Елизаветы I в одноимённом английском телефильме (премия «Эмми»). В 2006 году Хелен Миррен исполнила роль Елизаветы II в фильме «Королева», анализирующем реакцию королевского семейства на смерть принцессы Дианы. Эта мастерская работа была удостоена «Оскара» за лучшую женскую роль, а также приза Венецианского кинофестиваля.
В 2010 году Дом русского зарубежья имени Александра Солженицына наградил Миррен медалью имени Михаила Чехова.
В 2012 году Миррен удостоилась премии Европейской киноакадемии в почетной номинации «За вклад в мировое кино». Жюри премии назвало вклад «оскароносной» актрисы «выдающимся».
В январе 2013 года за вклад в развитие кино Миррен была удостоена звезды на Аллее славы.
В апреле 2013 года за исполнение роли королевы Елизаветы II удостоена самой престижной театральной награды Великобритании — премии Лоренса Оливье (за лучшую женскую роль).

## Семья
Происхождение отца для Хелен не было секретом, однако по-настоящему история её семьи стала ей интересна уже в зрелом возрасте. В 2010 году Миррен встречалась в Москве со своими российскими родственниками. В интервью немецкому изданию Die Welt актриса сообщила, что совсем не говорит по-русски и в ролях на русском языке зазубривает каждое предложение, что читала Достоевского, Тургенева и Чехова, считает женских персонажей у Толстого жалкими и слабыми и симпатизирует только Анне Карениной, что любит русскую кухню и особенно щи и блины и все тяжёлые блюда, которые другим не по вкусу. На ММКФ-33 в 2011 году, где Миррен получила почётный приз, она рискованно пошутила о своем русском происхождении: «Я наполовину русская, всегда говорю, что нижняя половина — русская».
В 1997 году Хелен вышла замуж за американского режиссёра Тэйлора Хэкфорда («Адвокат дьявола», «Доказательство жизни», «Рэй»), с которым встречалась с 1980-х годов. Детей нет.
Тётя Миррен — Ирина Петровна Данишевская (в девичестве Миронова, 1911—1982), невестка русского промышленника И. И. Данишевского, была любовницей американского дипломата Тайлера Кента (1911—1988), который придерживался фашистских взглядов, во время Второй мировой войны работал на германскую разведку, был арестован в Великобритании и осуждён на 7 лет с последующей экстрадицией в США.

## Фильмография
| Год       |     | Русское название                           | Оригинальное название                         | Роль                                                  |
| --------- | --- | ------------------------------------------ | --------------------------------------------- | ----------------------------------------------------- |
| 1969      | ф   | Возраст согласия                           | Age of Consent                                | Кора Райан                                            |
| 1972      | ф   | Дикий мессия                               | Savage Messiah                                | Гош Бойл                                              |
| 1973      | ф   | О, счастливчик!                            | O Lucky Man!                                  | Патриция                                              |
| 1978      | тф  | Как вам это понравится                     | As You Like It                                | Розалинда                                             |
| 1979      | ф   | Калигула                                   | Caligula                                      | Цезония                                               |
| 1979      | ф   | Спасите «Титаник»                          | S.O.S. Titanic                                | стюардесса Мэй Слоун                                  |
| 1980      | ф   | Долгая Страстная пятница                   | The Long Good Friday                          | Виктория, жена Гарольда                               |
| 1981      | ф   | Экскалибур                                 | Excalibur                                     | Моргана                                               |
| 1984      | ф   | Дневник террориста                         | Cal                                           | Марселла                                              |
| 1984      | ф   | Космическая одиссея 2010                   | 2010: The Year We Make Contact                | Таня Кирбук                                           |
| 1985      | ф   | Белые ночи                                 | White Nights                                  | Галина Иванова                                        |
| 1986      | ф   | Берег москитов                             | The Mosquito Coast                            | мать Фокс                                             |
| 1988      | ф   | Остров Паскали                             | Pascali's Island                              | Лидия Нойман                                          |
| 1989      | ф   | Повар, вор, его жена и её любовник         | The Cook, The Thief, His Wife, And Her Lover  | Джорджина                                             |
| 1990      | ф   | Утешение незнакомцев                       | The Comfort Of Strangers                      | Кэролайн                                              |
| 1990      | ф   | Доктор Бетьюн                              | Bethune: The Making of a Hero                 | Фрэнсис Пенни Бетьюн                                  |
| 1991—2006 | с   | Главный подозреваемый                      | Prime Suspect                                 | Джейн Теннисон                                        |
| 1991      | ф   | Там, где даже ангелы боятся появиться      | Where Angels Fear To Tread                    | Лилия Херритон                                        |
| 1994      | ф   | Принц Ютландии                             | Prince Of Jutland                             | Герруд                                                |
| 1994      | ф   | Безумие короля Георга                      | The Madness of King George                    | Королева Шарлотта                                     |
| 1996      | ф   | Сыновья                                    | Some Mother's Son                             | Кэтлин Куигли                                         |
| 1996      | тф  | Теряя Чейз                                 | Losing Chase                                  | Чейз                                                  |
| 1999      | ф   | Убить миссис Тингл                         | Teaching Mrs. Tingle                          | миссис Ив Тингл                                       |
| 1999      | тф  | Тайная страсть Айн Рэнд                    | The passion of Ayn Rand                       | Айн Рэнд                                              |
| 2000      | ф   | Зелёные пальцы                             | Greenfingers                                  | Георгина Вудхаус                                      |
| 2001      | ф   | Последние желания                          | Last Orders                                   | Эми Доддс                                             |
| 2001      | ф   | Госфорд-парк                               | Gosford Park                                  | миссис Уилсон                                         |
| 2003      | ф   | Девочки из календаря                       | Calendar Girls                                | Крис Харпер                                           |
| 2003      | тф  | Римская весна миссис Стоун                 | The Roman Spring of Mrs. Stone                | Карен Стоун                                           |
| 2004      | тф  | Прайд                                      | The Pride                                     | Мачиба                                                |
| 2004      | ф   | Модная мамочка                             | Raising Helen                                 | Доминик (Dominique)                                   |
| 2004      | ф   | Расчёт                                     | The Clearing                                  | Эйлин Хэйес                                           |
| 2005      | ф   | Автостопом по галактике                    | The Hitchhiker’s Guide to the Galaxy          | Думатель                                              |
| 2005      | мтф | Елизавета I                                | Elizabeth I                                   | Королева Елизавета I                                  |
| 2005      | ф   | Война теней                                | Shadowboxer                                   | Роза                                                  |
| 2006      | ф   | Королева                                   | The Queen                                     | Королева Елизавета II                                 |
| 2007      | ф   | Сокровище нации: Книга тайн                | National Treasure: Book of Secrets            | Эмили Эпплтон Гейтс                                   |
| 2008      | ф   | Чернильное сердце                          | Inkheart                                      | Элинор                                                |
| 2009      | ф   | Большая игра                               | State of Play                                 | Кэмерон Линн                                          |
| 2009      | ф   | Последнее воскресение                      | The Last Station                              | Софья Андреевна Толстая                               |
| 2010      | ф   | РЭД                                        | RED                                           | Виктория                                              |
| 2010      | мф  | Легенды ночных стражей                     | Legend of the Guardians: The Owls of Ga'Hoole | Найра                                                 |
| 2010      | ф   | Брайтонский леденец                        | Brighton Rock                                 | Ида                                                   |
| 2010      | ф   | Расплата                                   | The Debt                                      | Рэйчел Сингер                                         |
| 2010      | ф   | Буря                                       | The Tempest                                   | Проспера                                              |
| 2010      | ф   | Ранчо любви                                | Love Ranch                                    | Грейс Бонтемпо                                        |
| 2011      | ф   | Артур. Идеальный миллионер                 | Arthur                                        | Лиллиан Хобсон                                        |
| 2013      | ф   | Хичкок                                     | Hitchcock                                     | Альма Ревиль                                          |
| 2013      | мф  | Университет монстров                       | Monsters University                           | Декан Терзалес                                        |
| 2013      | тф  | Фил Спектор                                | Phil Spector                                  | Линда Кенни-Баден                                     |
| 2013      | ф   | РЭД 2                                      | RED 2                                         | Виктория                                              |
| 2014      | ф   | Пряности и страсти                         | The Hundred-Foot Journey                      | Мадам Мэллори                                         |
| 2015      | ф   | Женщина в золоте                           | Woman in Gold                                 | Мария Альтман                                         |
| 2015      | ф   | Трамбо                                     | Trumbo                                        | Хедда Хоппер                                          |
| 2015      | ф   | Всевидящее око                             | Eye in the Sky                                | полковник Кэтрин Пауэлл                               |
| 2016      | ф   | Призрачная красота                         | Collateral Beauty                             | Бриджитт / «Смерть»                                   |
| 2017      | ф   | Форсаж 8                                   | The Fate of the Furious                       | Магдалина Шоу                                         |
| 2018      | ф   | Винчестер. Дом, который построили призраки | Winchester                                    | Сара Винчестер                                        |
| 2018      | ф   | Щелкунчик и четыре королевства             | The Nutcracker and the Four Realms            | правительница Четвёртого королевства / матушка Имбирь |
| 2018      | ф   | Анна                                       | Anna                                          | Ольга                                                 |
| 2019      | ф   | Берлин, я люблю тебя                       | Berlin, I Love You                            | Маргарет                                              |
| 2019      | ф   | Хороший лжец                               | The Good Liar                                 | Бетти Маклиш                                          |
| 2019      | ф   | Форсаж: Хоббс и Шоу                        | Fast & Furious Presents: Hobbs & Shaw         | Магдалина Шоу                                         |
| 2019      | мтф | Екатерина Великая                          | Catherine the Great                           | Екатерина II                                          |
| 2020      | ф   | Герцог                                     | The Duke                                      | Дороти Бантон                                         |
| 2021      | ф   | Форсаж 9                                   | Fast & Furious 9                              | Магдалина Шоу                                         |
| 2022      | ф   | Белая птица: История чуда                  | White Bird: A Wonder Story                    | старая Сара                                           |
| 2022      | ф   | Шазам! Ярость богов                        | Shazam! Fury of the Gods                      | Геспера                                               |
| 2022      | с   | 1923                                       | 1923                                          | Кара Даттон                                           |
| 2023      | ф   | Голда. Судный день                         | Golda                                         | Голда Меир                                            |
| 2023      | ф   | Барби                                      | Barbie                                        | рассказчица, озвучка                                  |
| 2023      | ф   | Форсаж 10                                  | Fast X                                        | Магдалина Шоу                                         |
| 2025      | с   | Гангстерленд                               | MobLand                                       | Мэв Харриган                                          |
| TBA       | ф   | Швейцария                                  | Switzerland                                   | Патриция Хайсмит                                      |

## Награды и номинации
Полный список наград и номинаций на приведен сайте IMDb.
| Награды и номинации            | Награды и номинации | Награды и номинации                                         | Награды и номинации                          | Награды и номинации |
| Награда                        | Год                 | Категория                                                   | Фильм/Телесериал/Постановка                  | Результат           |
| ------------------------------ | ------------------- | ----------------------------------------------------------- | -------------------------------------------- | ------------------- |
| Оскар                          | 1995                | Лучшая женская роль второго плана                           | Безумие короля Георга                        | Номинация           |
| Оскар                          | 2002                | Лучшая женская роль второго плана                           | Госфорд-парк                                 | Номинация           |
| Оскар                          | 2007                | Лучшая женская роль                                         | Королева                                     | Победа              |
| Оскар                          | 2010                | Лучшая женская роль                                         | Последнее воскресение                        | Номинация           |
| BAFTA                          | 1985                | Лучшая женская роль                                         | Дневник террориста                           | Номинация           |
| BAFTA                          | 1996                | Лучшая женская роль                                         | Безумие короля Георга                        | Номинация           |
| BAFTA                          | 2002                | Лучшая женская роль второго плана                           | Госфорд-парк                                 | Номинация           |
| BAFTA                          | 2007                | Лучшая женская роль                                         | Королева                                     | Победа              |
| BAFTA                          | 2013                | Лучшая женская роль                                         | Хичкок                                       | Номинация           |
| BAFTA                          | 2014                | Academy Fellowship                                          |                                              | Победа              |
| BAFTA TV                       | 1992                | Лучшая женская роль                                         | Главный подозреваемый                        | Победа              |
| BAFTA TV                       | 1993                | Лучшая женская роль                                         | Главный подозреваемый 2                      | Победа              |
| BAFTA TV                       | 1994                | Лучшая женская роль                                         | Главный подозреваемый 3                      | Победа              |
| BAFTA TV                       | 1996                | Лучшая женская роль                                         | Главный подозреваемый 4: Потерянный ребёнок  | Номинация           |
| BAFTA TV                       | 1997                | Лучшая женская роль                                         | Главный подозреваемый 5: Судебные ошибки     | Номинация           |
| BAFTA TV                       | 2004                | Лучшая женская роль                                         | Главный подозреваемый 6: Последний свидетель | Номинация           |
| Золотой глобус                 | 1997                | Лучшая женская роль в мини-сериале или телефильме           | Теряя Чейз                                   | Победа              |
| Золотой глобус                 | 2000                | Лучшая женская роль в мини-сериале или телефильме           | Тайная страсть Айн Рэнд                      | Номинация           |
| Золотой глобус                 | 2002                | Лучшая женская роль второго плана                           | Госфорд-парк                                 | Номинация           |
| Золотой глобус                 | 2003                | Лучшая женская роль в мини-сериале или телефильме           | Дверь в дверь                                | Номинация           |
| Золотой глобус                 | 2004                | Лучшая женская роль в мини-сериале или телефильме           | Римская весна миссис Стоун                   | Номинация           |
| Золотой глобус                 | 2004                | Лучшая женская роль в комедии или мюзикле                   | Девочки из календаря                         | Номинация           |
| Золотой глобус                 | 2007                | Лучшая женская роль в мини-сериале или телефильме           | Главный подозреваемый 7: Последнее дело      | Номинация           |
| Золотой глобус                 | 2007                | Лучшая женская роль в мини-сериале или телефильме           | Елизавета I                                  | Победа              |
| Золотой глобус                 | 2007                | Лучшая женская роль в драме                                 | Королева                                     | Победа              |
| Золотой глобус                 | 2010                | Лучшая женская роль в драме                                 | Последнее воскресение                        | Номинация           |
| Золотой глобус                 | 2013                | Лучшая женская роль в драме                                 | Хичкок                                       | Номинация           |
| Золотой глобус                 | 2014                | Лучшая женская роль в мини-сериале или телефильме           | Фил Спектор                                  | Номинация           |
| Золотой глобус                 | 2015                | Лучшая женская роль в комедии или мюзикле                   | Пряности и страсти                           | Номинация           |
| Золотой глобус                 | 2016                | Лучшая женская роль второго плана                           | Трамбо                                       | Номинация           |
| Золотой глобус                 | 2018                | Лучшая женская роль в комедии или мюзикле                   | В поисках праздника                          | Номинация           |
| Прайм-таймовая премия «Эмми»   | 1993                | Лучшая женская роль в мини-сериале или фильме               | Главный подозреваемый 2                      | Номинация           |
| Прайм-таймовая премия «Эмми»   | 1994                | Лучшая женская роль в мини-сериале или фильме               | Главный подозреваемый 3                      | Номинация           |
| Прайм-таймовая премия «Эмми»   | 1996                | Лучшая женская роль в мини-сериале или фильме               | Главный подозреваемый 4: Запах темноты       | Победа              |
| Прайм-таймовая премия «Эмми»   | 1997                | Лучшая женская роль в мини-сериале или фильме               | Главный подозреваемый 5: Судебные ошибки     | Номинация           |
| Прайм-таймовая премия «Эмми»   | 1999                | Лучшая женская роль в мини-сериале или фильме               | Тайная страсть Айн Рэнд                      | Победа              |
| Прайм-таймовая премия «Эмми»   | 2003                | Лучшая женская роль второго плана в мини-сериале или фильме | Дверь в дверь                                | Номинация           |
| Прайм-таймовая премия «Эмми»   | 2003                | Лучшая женская роль в мини-сериале или фильме               | Римская весна миссис Стоун                   | Номинация           |
| Прайм-таймовая премия «Эмми»   | 2004                | Лучшая женская роль в мини-сериале или фильме               | Главный подозреваемый 6: Последний свидетель | Номинация           |
| Прайм-таймовая премия «Эмми»   | 2006                | Лучшая женская роль в мини-сериале или фильме               | Елизавета I                                  | Победа              |
| Прайм-таймовая премия «Эмми»   | 2007                | Лучшая женская роль в мини-сериале или фильме               | Главный подозреваемый 7: Последнее дело      | Победа              |
| Прайм-таймовая премия «Эмми»   | 2013                | Лучшая женская роль в мини-сериале или фильме               | Фил Спектор                                  | Номинация           |
| Премия Гильдии киноактёров США | 2000                | Лучшая женская роль в телефильме или мини-сериале           | Тайная страсть Айн Рэнд                      | Номинация           |
| Премия Гильдии киноактёров США | 2002                | Лучшая женская роль второго плана                           | Госфорд-парк                                 | Победа              |
| Премия Гильдии киноактёров США | 2003                | Лучшая женская роль в телефильме или мини-сериале           | Дверь в дверь                                | Номинация           |
| Премия Гильдии киноактёров США | 2004                | Лучшая женская роль в телефильме или мини-сериале           | Римская весна миссис Стоун                   | Номинация           |
| Премия Гильдии киноактёров США | 2007                | Лучшая женская роль в телефильме или мини-сериале           | Елизавета I                                  | Победа              |
| Премия Гильдии киноактёров США | 2007                | Лучшая женская роль                                         | Королева                                     | Победа              |
| Премия Гильдии киноактёров США | 2010                | Лучшая женская роль                                         | Последнее воскресение                        | Номинация           |
| Премия Гильдии киноактёров США | 2013                | Лучшая женская роль                                         | Хичкок                                       | Номинация           |
| Премия Гильдии киноактёров США | 2014                | Лучшая женская роль в телефильме или мини-сериале           | Фил Спектор                                  | Победа              |
| Премия Гильдии киноактёров США | 2016                | Лучшая женская роль второго плана                           | Трамбо                                       | Номинация           |
| Премия Гильдии киноактёров США | 2016                | Лучшая женская роль                                         | Женщина в золотом                            | Номинация           |
| Тони                           | 1995                | Лучшая женская роль в пьесе                                 | Месяц в деревне                              | Номинация           |
| Тони                           | 2002                | Лучшая женская роль в пьесе                                 | Танец смерти                                 | Номинация           |
| Тони                           | 2015                | Лучшая женская роль в пьесе                                 | Аудиенция                                    | Победа              |